# Pachuco

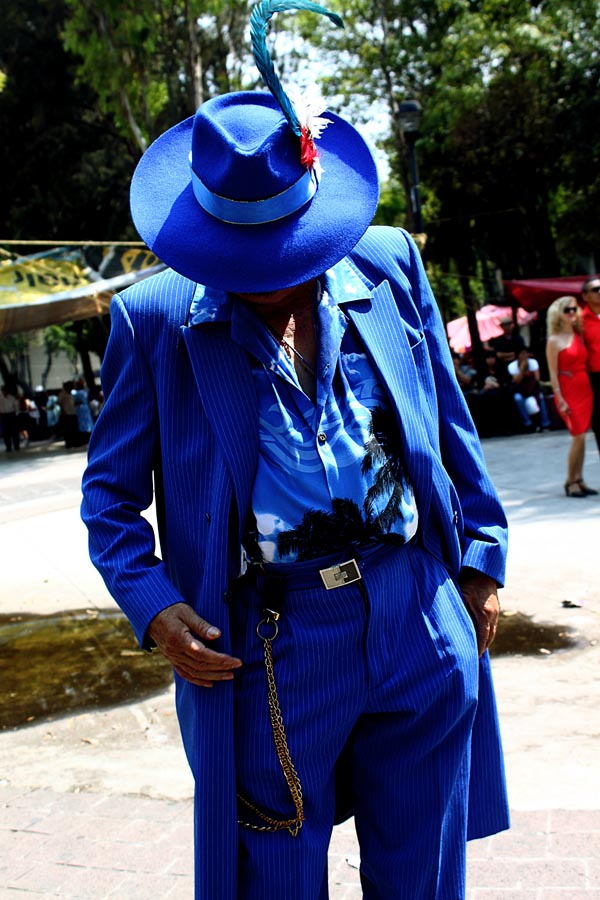
Un pachuco est associé à la mode du zoot suit et l'idée de faire des apparitions remarquées en public.

Un pachuco est un membre masculin d'une contre-culture apparue à El Paso, au Texas, à la fin des années 1930. Un pachuco est associé à la mode du zoot suit, au jump blues, au jazz et au swing, à un dialecte distinct connu sous le nom de caló, et à l'autonomisation par le rejet de l'assimilation à la société anglo-américaine.

## Étymologie
L'origine du mot « pachuco » est incertaine, mais une théorie le relie à la ville d'El Paso, au Texas, qui était parfois appelée « Chuco Town » ou « El Chuco ». Les personnes migrant de Ciudad Juárez vers El Paso disaient, en espagnol, qu'elles allaient « pa' El Chuco ». Certains disent que « pa El Chuco » vient des mots « Shoe Co. », une entreprise de chaussures installée à El Paso dans les années 1940, pendant la guerre. La majorité des migrants mexicains traversaient la frontière pour travailler dans cette célèbre entreprise de chaussures d'El Paso. Au fil des ans, l'expression « pa El Chuco » est utilisée lorsque les immigrants mexicains se rendaient à El Paso à la recherche d'un emploi. Pour franchir la frontière américaine avec succès, les migrants devaient bien s'habiller et avoir une belle apparence, faute de quoi ils étaient rejetés à la frontière. Ces migrants sont connus sous le nom de pachucos.
Le terme « pachuco » pourrait également provenir du nom de la ville de Pachuca, Hidalgo, Mexique, car la majorité des migrants mexicains vers les États-Unis venaient de la région du plateau central, dont Hidalgo fait partie.
Des liens sont également établis entre les « pachucos » et les métisses qui vivaient près de la frontière mexico-américaine au début du siècle, ainsi qu'entre les « pachucos » et les soldats pauvres qui ont combattu lors de la révolution mexicaine dans les armées de Pancho Villa.

## Histoire
La contre-culture pachuco se développe parmi les Chicanos masculins dans les années 1940 comme un symbole de rébellion, en particulier à Los Angeles. Elle s'étend aux femmes, connues sous le nom de pachucas, qui sont perçues comme indisciplinées, masculines et non américaines. Certains pachucos adoptent des attitudes de défiance sociale fortes, adoptant des comportements considérés comme déviants par la société blanche/anglo-américaine, tels que la consommation de marijuana, l'activité des gangs et une vie nocturne agitée. Bien que concentrée au sein d'un groupe relativement restreint d'Américains d'origine mexicaine, la contre-culture pachuco est devenue emblématique parmi les Chicanos,. et un prédécesseur de la sous-culture cholo qui a émergé parmi les jeunes Chicanos dans les années 1980.
Les pachucos apparaissent à Los Angeles, en Californie, au sein d'un groupe d'hommes et de femmes de la ville de Pachuca, Hidalgo, au Mexique, où les vêtements amples étaient populaires parmi les hommes, puis se sont répandus dans le sud-ouest jusqu'à Los Angeles, où ils continuent à se développer. Dans les zones frontalières de la Californie et du Texas, une culture juvénile distincte, connue sous le nom de pachuquismo, se développe dans les années 1940 et est considérée comme une influence du chicanisme,.